# ブラウン神父の秘密
『ブラウン神父の秘密』（The Secret Of Father Brown）は、ギルバート・ケイス・チェスタートンによって1927年に発表されたブラウン神父を主人公とする推理小説の短編集。

## 収録作品

### ブラウン神父の秘密（The Secret of Father Brown）
フランボウは、引退してスペインの片田舎で隠居生活を送っていた。そこへブラウン神父が旧交を温めに現れる。歓迎するフランボウ。休暇を楽しむアメリカ人を加えて三人で話している時、そのアメリカ人が話し出した。アメリカで、神父が超自然的な方法で事件を解決していると主張する人達がいるというのだ。神父は誤解を退けるため、その探偵方法を明かす。それは、自分が犯罪を行ったからだった。実行こそしなかったものの、犯人の精神に自分を重ねあわせてそれになりきったのだ。神父は修行の一環としてそれを行っていた。アメリカ人は納得せず、実例で説明を求めた。神父はぶどう酒を傾けると、これまで遭遇した事件について語りだした･･････

### 大法律家の鏡（The Mirror of the Magistrate）
警官とその友人が銃声を耳にする。それはグィン判事の家から響いてきた。二人が塀を乗り越えて家へ入ると、泉水の中で殺されている判事を発見した。同時に、警官は怪しい新聞記者を捕らえた。玄関ホールで何事かあったらしく、鉢植えが倒れ鏡は粉々に割れていた。さらに、離れの建物で有名な詩人が捕まった。結局この詩人が起訴されたが、そこで何をしていたのかは黙秘した。ブラウン神父は裁判のやり方に疑問を呈し、次いで真相を話し出す。

### 顎ひげの二つある男（The Man With Two Beards）
ムーンシャインと名乗る怪盗が刑務所から出獄し、チーシャムという土地に住んでいるという噂が流れた。果たしてそこで、ある婦人の宝石が盗まれる。警官が捜索すると、ムーンシャインが狙う宝石のリストが見つかった。そして次の標的と書かれたバンクス家に向かう。そこで事情を説明していると、窓に妙な顔が現れる。長男が追いかけ発砲すると、男に命中した。それは近所で養蜂を営むスミス老人だった。現場に居合わせたブラウン神父は、スミスは確かにムーンシャインだったが、今回の犯人ではないと言う。

### 飛び魚の歌（The Song of the Flying Fish）
スマート氏は、体は金、目はルビーでできた金魚を所蔵し、自慢にしていた。ある日彼はロンドンへ出かけることになり、一晩金魚の番をするよう秘書と事務主任に頼んだ。ところがその朝、妙な歌が聞こえてくる。秘書が起きると、事務主任がバルコニーからアラビア風の衣装を身にまとった男をとがめていた。事務主任が玄関の閂を掛けに行くのと入れ替わりに秘書がバルコニーへ出ると、男は金魚の主であると名乗り、「戻って来い」と怒鳴った。すると何か割れる音が聞こえた。金魚の入っていたケースが割れ、金魚は男と共に姿を消していたのだ。あらぬ嫌疑を掛けられた秘書は、隣町の教会にいたブラウン神父に助けを請う。

### 俳優とアリバイ（The Actor and the Alibi）
ある場末の劇場で、若い女優がへそを曲げて楽屋に閉じこもってしまった。彼女をうまく扱えそうな人ということでブラウン神父が現場に呼ばれる。神父はこのまま誰かにドアを見張らせて、しばらく様子を見るべきだと助言した。役者達は、その間彼女の出ない部分を稽古するため舞台へ向かった。しかし事件が起こる。支配人が自分の部屋で殺されてしまったのである。出入り口は門衛が見張っていたし、劇場内の人たちは舞台、客席、密室、そして神父の横にしかいなかったのだ。全員にアリバイが成立する殺人事件に神父が立ち向かう。

### ヴォードリーの失踪（The Vanishing of Vaudrey）
ヴォードリー卿は村落へ向かったきり失踪してしまった。秘書は、ブラウン神父に自分の考えを話す。秘書の考えでは、卿の養子であるシビルの婚約者が実は卿を恐喝しており、無理やりシビルを手に入れようとしていた。そしてそれに耐えかねた卿が逃亡したのではないかというのだ。ところが、卿の死体が見つかって仮説は崩壊する。神父は、卿の昔のエピソードや村落のある店などから、異常な動機を秘めた恐るべき犯罪を探り出す。

### 世の中で一番重い罪（The Worst Crime in the World ）
神父は、ベティーという姪から相談を受けた。婚約者と結婚していいものか、というものである。同時に、知り合いの弁護士にも相談を受ける。その婚約者が、父親が死んだら返すという条件で借金を申し込んできたのだ。神父と弁護士がその父親に会うと、遺産は与えるが息子には一切会わないという。息子は世の中で一番重い罪を犯したと言うのだ。息子は一体何をしたのか？そして遺産と婚約の行末は？

### メルーの赤い月（The Red Moon of Meru）
マウンティーグル卿の屋敷で慈善市が行われていた。そこには「山岳尊師」と名乗る世界的に有名な占い師や骨相学者、そしてブラウン神父などが招かれていた。そこで事件がおきる。卿は「メルーの赤い月」というルビーの宝石を持っていた。それが少し置き忘れた間に盗まれたのである。犯人は卿の息子により即座に捕らえられた。しかし、その正体は山岳尊師だったのだ。ところが宝石がいくら探しても出てこず、いつの間にか置き忘れた場所に戻っていたのである。一体何が起こったのか、神父は二つの盗みがあったことを指摘する。

### マーン城の喪主（The Chief Mourner of Marne）
マーン城でジェームズ・メアという侯爵が隠遁生活を送っていた。彼は従兄弟のモーリスが死んで以来塞ぎこんでしまい、婚約も破棄して修道僧の言いなりになっているという。これを聞いた新聞社の社長は、修道僧たちを攻撃してやると息巻く。しかし事実は異なっていた。モーリスは恋愛感情のもつれからジェームズと決闘し、死んだのである。それを知った一同はそれでも彼を許すべきとマーン城に押しかける。そこへ社長の行動を聞いたブラウン神父が現れ、一同を止める。一同は神父に、ジェームズに慈悲を与えるよう迫るが、神父は決闘時に起きた真相を示し、キリスト教の慈悲について説く。

### フランボウの秘密（The Secret of Flambeau）
神父は自分の遭遇した事件について語り終わると、その探偵方法を詳しく説明する。そしてその後、フランボウは自らの秘密を告白する。